# ライオン・シティ・セーラーズFC
ライオン・シティ・セーラーズFC（英語: Lion City Sailors Football Club）、旧称ホーム・ユナイテッドFC（英語: Home United Football Club）は、シンガポールのサッカークラブである。シンガポールプレミアリーグ (SPL) に参戦している。

## 概要
シンガポール中央部のビシャン地区にあるビシャン・スタジアムをホームスタジアムとして使用する。

## 歴史
1940年代半ばに創設されたシンガポール警察のサッカー部、「ポリスSA」 (Police Sports Association) を源流とする。1979年からはナショナルフットボールリーグ (NFL) に参戦。1996年のSリーグ創設時には「ポリスFC」 (Police Football Club) として参加したが、翌1997年には、シンガポール市民防衛庁 (SCDF) やシンガポール入国管理局 (ICA)といった内務省 (Ministry of Home Affairs) 傘下の行政機関も参画したことにより、クラブ名を「ホーム・ユナイテッドFC」 (Home United Football Club) に変更した。こうした経緯からクラブはThe Protectors（護民官）の愛称で呼ばれた。また、クラブマスコットは竜であり、愛称とマスコットはクラブのロゴにも取り入れられていた。
ホーム・ユナイテッドはSリーグを2回、シンガポール・カップを6回優勝しており、特に2003年はSリーグとシンガポール・カップの2冠を制した。
2020年2月14日、GarenaやShopeeといったサービスを擁するIT企業Seaグループがクラブの経営権を取得し、グループ創業者のフォレスト・リーが会長に就任。併せてクラブ名を「ライオン・シティ・セーラーズFC」に改名し、併せて新しいクラブのロゴとキット及びスカッドを発表した。これによって、シンガポールで初となる私企業所有のサッカークラブが誕生した。
2021年4月28日、2019年から監督を務めていたアウレリオ・ヴィドマーがAFCチャンピオンズリーグ2021出場が決まったBGパトゥム・ユナイテッドFCに復帰するために監督を辞任。2021年5月18日、後任として蔚山現代FCでAFCチャンピオンズリーグ2020優勝を成し遂げた金度勲が監督に就任した。同年10月10日、シンガポールプレミアリーグ最終節のバレスティア・カルサFC戦に4-1で勝利し、勝ち点でアルビレックス新潟シンガポールを上回って逆転優勝を果たした。シンガポール国内のクラブがSPLを制したのは7年ぶりのことになる。

## タイトル
- シンガポールプレミアリーグ:3回

1999, 2003, 2021
- シンガポール・カップ:6回

2000, 2001, 2003, 2005, 2011, 2013
- シンガポール・チャリティーシールド:2回

2019, 2022

## クラブスポンサー
- メインスポンサー

コカ・コーラ
- ユニフォームスポンサー

Kappa

## 現所属選手
2016年2月1日現在
注：選手の国籍表記はFIFAの定めた代表資格ルールに基づく。
| No. | Pos. |              | 選手名                         |
| --- | ---- | ------------ | ------------------------------ |
| 1   | GK   | シンガポール | ヒルルニザム・ジュマアト       |
| 2   | DF   | シンガポール | レズワン・アタン               |
| 3   | MF   | 大韓民国     | 宋義勇                         |
| 4   | DF   | シンガポール | ジュマアト・ジャンタン()       |
| 5   | DF   | シンガポール | R.アーラヴィン                 |
| 6   | DF   | シンガポール | アブディル・カイーム・ムタリブ |
| 7   | MF   | シンガポール | アクァリ・アブドゥッラー       |
| 8   | FW   | シンガポール | アズハル・サイルディン         |
| 9   | FW   | 日本         | 田中幸大                       |
| 10  | MF   | シンガポール | ファリス・ラムリ               |
| 11  | DF   | フランス     | シリナ・カマラ                 |
| 12  | FW   | シンガポール | ヌル・ヒザミ                   |

| No. | Pos. |              | 選手名                   |
| --- | ---- | ------------ | ------------------------ |
| 13  | GK   | シンガポール | ズルファイルーズ・ルディ |
| 14  | MF   | シンガポール | シャミル・シャリフ       |
| 15  | DF   | シンガポール | ルクマン・イスマーイール |
| 16  | DF   | シンガポール | シム・テック・イー       |
| 17  | MF   | シンガポール | マハティール・アゼマン   |
| 18  | DF   | シンガポール | シャーリン・アベリン     |
| 19  | FW   | シンガポール | スフィアント・サレフ     |
| 20  | FW   | シンガポール | カイルル・ニザム         |
| 21  | FW   | シンガポール | イルファン・ファンディ   |
| 22  | GK   | シンガポール | エコ・プラダナ・プトラ   |
| 23  | MF   | シンガポール | ズルファミ・アリフィン   |
| 24  | MF   | シンガポール | シャヒラン・ミスワン     |
| 25  | DF   | シンガポール | 洪志偉                   |

## 歴代所属選手
- 田中洋明 2002
- スティー・スックソムギット 2003-2006
- コン・ハメド 2007
- 村上範和 2009
- 咸炯揆 2009
- 安孝錬 2010
- 金大儀 2011
- 新井健二 2011-2012
- 井畑翔太郎 2012
- 福井理人 2013
- 鈴木ブルーノ 2014
- ジエゴ・ロペス 2021-
- ペドロ・エンヒキ 2022-
- マクシム・レスティエンヌ 2022-
- 金信煜 2022
- ベイリー・ライト 2023-
- リハイロ・ジヴコヴィッチ 2023-
- ルイ・ピレス 2023-